# Piambong
Piambong är en ort i Australien. Den ligger i kommunen Mid-Western Regional och delstaten New South Wales, i den sydöstra delen av landet, omkring 230 kilometer nordväst om delstatshuvudstaden Sydney. Orten hade 157 invånare år 2021.